# Laura Rajsiglová
Laura Sládková, rozená Rajsiglová (* 10. června 1972), je bývalá česká politička, v 90. letech 20. století poslankyně Poslanecké sněmovny za formaci Sdružení pro republiku – Republikánská strana Československa, partnerka a manželka předsedy republikánů Miroslava Sládka.

## Biografie
V roce 1993 působila jako vedoucí ústředního sekretariátu SPR-RSČ v Brně. Ve volbách v roce 1996 byla zvolena do poslanecké sněmovny za SPR-RSČ (volební obvod Jihomoravský kraj). Zasedala v sněmovním výboru pro veřejnou správu, regionální rozvoj a životní prostředí. V parlamentu setrvala do voleb v roce 1998.
V komunálních volbách roku 1994 byla zvolena do zastupitelstva města Brno za SPR-RSČ. Zároveň neúspěšně kandidovala do zastupitelstva městské části Brno-Bystrc za SPR-RSČ. Z brněnského zastupitelstva rezignovala v roce 1996 po svém zvolení do poslanecké sněmovny.
Byla dlouholetou partnerkou předsedy SPR-RSČ Miroslava Sládka. V republikánské straně se angažovala i po jejím ústupu z parlamentu. V roce 2002 se po svém partnerovi stala novou předsedkyní SPR-RSČ. V roce 2003 se za Miroslava Sládka provdala.